# Morpho laertes
Morpho laertes is een vlinder uit de familie Nymphalidae. De wetenschappelijke naam van de soort is voor het eerst geldig gepubliceerd in 1782 door Dru Drury.

## Kenmerken
De vleugels van beide geslachten hebben een prachtige parelmoerglans.

## Verspreiding en leefgebied
Deze vlindersoort is endemisch in de Braziliaanse regenwouden.

## De rups en zijn waardplanten
De waardplanten behoren tot het geslacht Inga uit de familie Nymphalidae.